# Another Time: The Hilversum Concert
Another Time: The Hilversum Concert ist ein Jazzalbum von Bill Evans, das am 22. Juni 1968 in einem Aufnahmestudio des niederländischen Rundfunks in Hilversum vor Publikum aufgenommen und am 1. September 2017 bei Resonance Records erschien. Es war die dritte Resonance-Veröffentlichung von historischen Aufnahmen des Pianisten, beginnend 2012 mit Live at Art D’Lugoff’s Top of the Gate (mit Eddie Gomez und Marty Morell) und Some Other Time: The Lost Session from the Black Forest (2016).

## Hintergrund
Das einzige offizielle Bill Evans-Album während der sechsmonatigen Mitgliedschaft Jack DeJohnettes in seinem Trio war lange Zeit das bei Verve erschienene At the Montreux Jazz Festival. Resonance Records hat die Anzahl der verfügbaren Aufnahmen des Trios aus Bill Evans, Eddie Gomez und Jack DeJohnette mit der Veröffentlichung von Another Time: The Hilversum Concert verdreifacht. Eine Woche nach dem Auftritt beim Montreux Jazz Festival am 15. Juni und nur zwei Tage nach Aufnahmen im Schwarzwald am 20. Juni 1968 (Inhalt einer weiteren Resonance-Veröffentlichung namens Some Other Time: The Lost Session from the Black Forest), war das Hilversum-Konzert ein Dokument von einem Konzert auf derselben Europatournee. Nach ihrer Rückkehr in die Vereinigten Staaten traten Evans, Gomez und DeJohnette am 23. August im New Yorker Village Vanguard auf. Der junge Schlagzeuger DeJohnette würde bald, im November 1968 zu Miles Davis’ Band wechseln.
Aufgenommen wurde das Trio vor einem Studiopublikum in der nordholländischen Stadt Hilversum. Some Other Time, das zwei Tage zuvor in Deutschland aufgenommen worden war, ist hingegen eine unbeaufsichtigte Studioarbeit.

## Titelliste

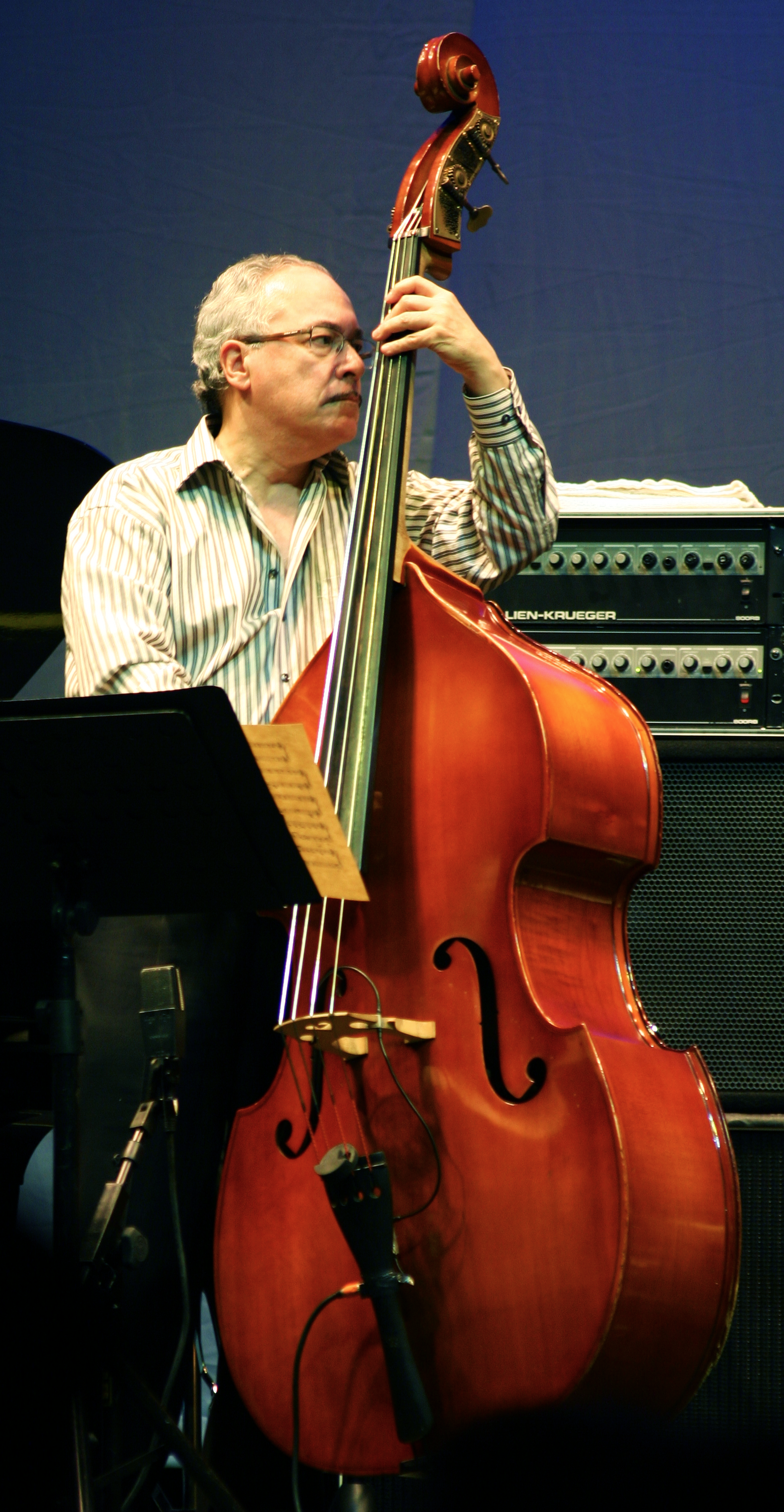
Eddie Gomez

- Bill Evans: Another Time: The Hilversum Concert (Resonance Records – HLP-9031[4])
  1. You’re Gonna Hear from Me (André Previn, D. Previn) 4:30
  2. Very Early (Evans) 5:14
  3. Who Can I Turn To? (Anthony Newley, Leslie Bricusse) 5:36
  4. Alfie (Burt Bacharach/Hal David) 5:29
  5. Embraceable You (George Gershwin/Ira Gershwin) 5:05
  6. Emily (Johnny Mandel, Johnny Mercer) 4:22
  7. Nardis (Miles Davis) 8:34
  8. Turn Out the Stars (Evans) 4:53
  9. Five (Evans) 2:26

## Rezeption
Victor Aaron schrieb in Something Else!, alle Stücke, die in diesem Set gespielt werden, seien typische Evans-Nummern, aber Nardis sei der herausragende Track des Konzerts, und das nicht nur, weil es eine von Evans’ Erkennungsmelodien sei. Hier liege es auch daran, dass DeJohnette einen ausgedehnten Solo-Raum erhalte, der am deutlichsten zeige, was er zu dem für ihn einzigartigen Ensemble beigesteuert hat. Gomez steht an erster Stelle und das reicht für den Eintrittspreis, vor allem für seine mutige Übergabe an Evans. Kurze Zeit später übernimmt DeJohnette das Kommando und zeigt eine Joe-Morello-artige Fähigkeit, die Lücken zwischen den Beats und die Beats selbst zu spielen, wobei er langsam von der Melodie weg driftet, bis Evans 'Wiedereintritt ein letztes Mal signalisiert um den Chor herum.
Zu Beginn des Programms ist Gomez’ berühmter singender Bass sofort auf ‚You’re Gonna Hear From Me‘ zu hören, aber DeJohnettes facettenreiche Beckenpartien lauern direkt unter der Oberfläche. Evans und Gomez führen einen lebhaften Dialog über ‚Very Early‘, während sie fest an die Harmonien gebunden sind. Dieses Markenzeichen eines Evans-Trios wird durch ein weiteres Markenzeichen begrenzt: das hoch poetische Bass-Solo. Where Can I Turn To? folgt in einem ähnlichen Muster: Evans verbeugt sich mit einem absteigenden Lauf auf einem hervorragend rhapsodischen Solo. Evans verlangsamt die herzerwärmende Balladenspiel von Alfie, während DeJohnettes Besen auf natürliche Weise in Gomez’ prägnante Muster passen. Das Tempo von ‚Embraceable You‘ springt mitten in Gomez’ Rampenlicht. Turn Out the Stars sei ein weiteres Beispiel für die besondere Telepathie zwischen Gomez und Evans, so der Autor, aber DeJohnette hatte in dieser kurzen Zeit ihre Simpaticos bereits entschlüsselt und kann sich als Peer an dem Gespräch beteiligen.
Durch all das geht Bill Evans selbst, ein Modell konsistenter, vorbildlicher Leistung, unabhängig von den persönlichen Dämonen, gegen die er damals kämpfte. Offensichtlich war er Mitte 1968 mit seiner Rhythmusgruppe in guter Verfassung, die erstmals vergleichbar stark war wie die klassische Scott LaFaro/Paul Motian Besetzung, die er sieben Jahre zuvor geleitet hatte. Die Kombination aus einer ausgereiften Aufnahme machE Another Time: The Hilversum Concert zu einem „neuen“ Bill Evans-Album, resümiert der Autor, „das auch aus Gründen, die weit über das alleinige Katalogisieren hinausgehen, einfach zu empfehlen ist.“

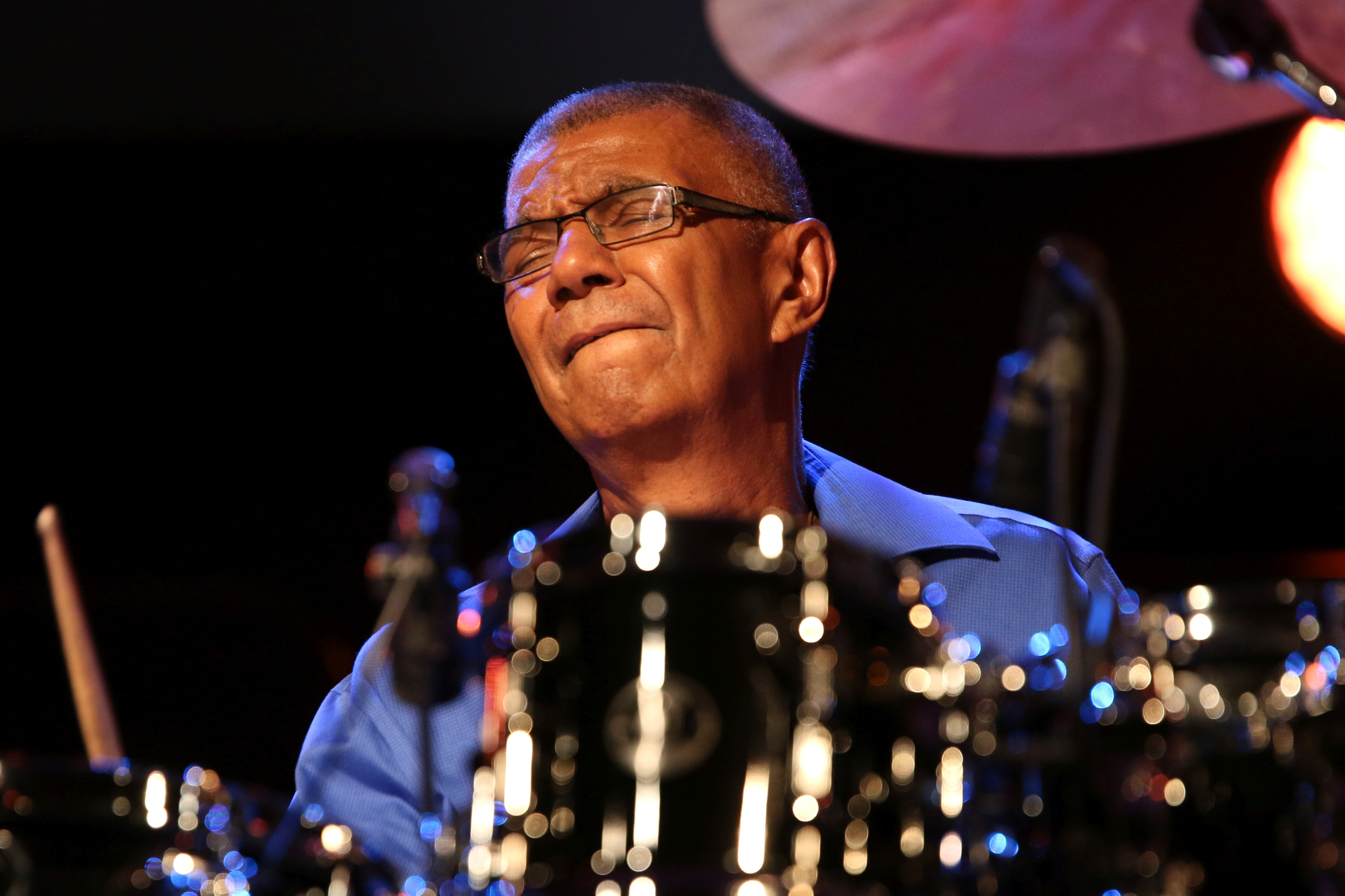
Jack DeJohnette bei einem Auftritt auf dem Deutschen Jazzfestival 2015.

Karl Lippegaus zog in seiner Besprechung des Albums für Fono Forum den Hilversum-Mitschnitt der MPS-Session (Some Other Time: The Lost Session from the Black Forest) vor; bei diesen MPS-Sessions wäre Jack DeJohnettss „bahnbrechendes Spiel leider kaum noch hörbar in den Hintergrund gemischt“. Dagegen lobte Lippegaus das Spiel von Gomez und DeJohnette aus dem vorliegenden Album; „ihre Kommentare zu Bill Evans’ ‚Very Early‘ verstecken Jack und Eddie gekonnt in den „fills“, den Lücken, die einer dem anderen lässt.“ Bill Evans mag als introvertiert gegolten haben, so der Autor weiter, „aber an guten Abenden entwickelte er einen wunderbaren Drive am Klavier“, wobei sich hier eine gewisse Routine bemerkbar mache. In Who Can I Turn To spiele DeJohnette den Rhythmus nicht straight durch, sondern umtanze die Melodie, bevor er, nur am großen Becken, leise das Tempo markiert, wie ab den 1980er-Jahren in seinem Spiel im Keith Jarrett Standards Trio. Burt Bacharachs Titelmelodie zu dem Film Alfie, im Original von Sonny Rollins gespielt, sei für Evans wie geschaffen: „Walzerrhythmus und jene bittere Süße, die viele seiner eigenen Stücke charakterisiert. Kein Ton wirkt überflüssig, kein Solo zu lang, alles exakt proportioniert“. Der hölzern-trockene Basston präge durchgängig George Gershwins Embraceable You.
Lloyd Sachs meinte in JazzTimes, bei so vielen bisher unveröffentlichten Trio-Aufnahmen von Bill Evans, die es in die Regalen und in die „Clouds“ dränge, sei es erlaubt zu fragen, ob eine weitere archivische Entdeckung dem Erbe der Piano-Ikone etwas wirklich Wichtiges hinzufüge – insbesondere seit dem neuesten Konzert Another Time: The Hilversum Concert zwei weitere Resonance-sets aus dem Jahr 1968,Live at Art D'’Lugoff’s Top of the Gate und Some Other Time: The Lost Session from Black Forest sowie Fantasys On a Monday Evening von 1976 vorlägen. Die Antwort sei in diesem Fall ein entschiedenes Ja, so der Autor, sowohl für Komplettisten als auch für Nichtvollkommene. Abgesehen von Verves LP Bill Evans at Montreux Jazz Festival, das 1969 einen Grammy gewann, und einigen wenigen Raritäten, seien Some Other Time und Another Time die einzigen Aufnahmen, die Evans’ kurzlebiges Trio mit dem Bassisten Eddie Gomez und Jack DeJohnette dokumentieren. Wichtiger sei jedoch, dass man tief in den Evans-Kanon eingreifen müsse, um ein Set zu finden, das so ausfällt wie ein anderes Mal. Der Mitschnitt zeige „eine Seite von Evans, mit der einige Zuhörer möglicherweise nicht vertraut sind – oder nicht genug vertraut sind.“
„Obwohl nur wenige Künstler die gesteigerte Romantik, die er zu Melodien wie seinem wunderschönen Walzer ‚Emily‘ brachte, gleich groß waren, war er auch imstande, den treibendsten, hartgesottensten Swing zu beherrschen. ‚Embraceable You‘ und der Broadway-Klassiker ‚Who Can I Turn?‘ – zwei der letzten Klänge, die Sie als Uptempo-Fahrzeuge erwarten würden – reißen ab. Er schlägt mit der Nase die Wette und rast mit harten Wendungen durch den Verkehr wie sein Held Bud Powell“, lobt Lloyd Sachs.
Die Interpretation von Nardis, einer langen Prüfung für Evans’ verschiedene Trios, zeige auch die kinetische Kraft seines Spiels. Er neutze diese Komposition, die Miles Davis zugeschrieben wird, tatsächlich aber von ihm stamme, für „tiefe, langwierige, nachdenkliche Reflexionen.“ Wo er sonst dieses Stück als Vehikel zum Aufbau von Spannung und des Loslassens benutze, kämee es hier „zu einer explosiven Aussage des Themas. In Hilversum kommt er auf brutale Weise zur Melodie und gibt eine ordentliche Wendung, bevor er DeJohnette großzügig ins Rampenlicht fällt, dessen gut strukturierte Schläge und die schiere Vielfalt seiner melodischen Effekte eine Schuld gegenüber dem großartigen Ed Blackwell aus New Orleans darstellen.“
„Evans lebt offensichtlich von der Neuheit dieser Band, die nicht die interaktive Brillanz seines bahnbrechenden Trios mit Scott LaFaro und Paul Motian besitzt, aber eine unbeschwerte Chemie besitzt. DeJohnettes schwungvolle Vitalität lässt Evans schweben, auch wenn das Schallgewicht von Gomez den Angriff begründet. Gomez, der 1966 an Bord gekommen war, sagt, dass Evans ihn dazu zwingen musste, sein verlängertes Solo bei ‚Embraceable You‘ zu spielen. Wir sind froh, dass er den Anweisungen gefolgt ist. Gomez’ Spiel ist mit seiner umwerfenden Brillanz eine animierte 3D-Qualität.“ Gomez’ harte Töne stehlen manchmal etwas zu viel Fokus auf der linken Bühnenebene, und DeJohnettes Drumming könnte in der Mischung etwas nach vorne gebracht werden. Aber die Lebhaftigkeit des Trios trägt den Tag und in gewisser Weise machen die subtilen Ungleichgewichte die Aufnahme lebendiger als technisch reinere Live-Aufnahmen: Sie fühlen sich als wären Sie dort. Das Album erfüll das Versprechen des klassischen Resonance-Labels, außergewöhnlichen Sound zu bieten. In Evans’ Diskografie sei der Mitschnitt „weit mehr als nur ein Sahnehäubchen.“

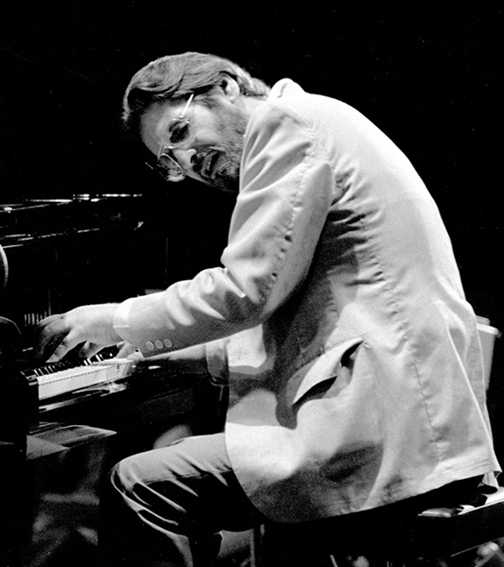
Bill Evans (1978)

Geno Thackara schrieb in All About Jazz: „Als verzauberter Glücksmagnet ist Produzent Zev Feldman das Pendant der Jazzwelt zu dem Mann, der Jahr für Jahr die Lotterie gewinnt. Er und Resonance Records sind darauf spezialisiert, unveröffentlichte Edelsteine zu finden und zu kurieren, die sie mit der ganzen Welt teilen können – nicht zwielichtige Bootlegs, sondern qualitativ hochwertiges Material in Bezug auf Inhalt und Klang – und jeder Entdeckung den Respekt zu geben, den sie verdient. aus dem Schwarzwald aus dem Juni desselben Jahres schlug Lightning erneut zu. Dies war die einzige Studioaufnahme des Pianisten während der sechs Monate, in denen Jack DeJohnette den Drum Chair besetzte. Vielleicht ist es nur natürlich, wenn auch außerordentlich glücklich, dass ein respektvoller Enthusiasten sie suchte, als er zwei Tage später eine weitere unerhörte Aufnahme für das niederländische öffentliche Radio vorsah. Another Time wird mit dem Segen von Evans 'Nachlass, Label und Bandkollegen liebevoll präsentiert und ist ein weiteres Juwel und eine große Freude für engagierte und zwanglose Zuhörer.“
„Die Kulisse war ein intimes Studio vor einem kleinen und traditionell respektvollen europäischen Publikum, aber die Performance des Trios ist so aufregend und lebendig wie die eines Clubdates. Evans bleibt wie immer raffiniert und wunderschön melodisch und dreht seine charakteristischen Chordings direkt von den ersten Webharmonien von ‚You Gonna Hear from Me‘. Gleichzeitig ist er unverkennbar von seinen Kohorten erregt, die während des gesamten Satzes auf ansteckendem und temperamentvollem Niveau segeln. DeJohnettes spritzige Cymbal-Spiel ist geschmackvoll genug, um dem Ton der Show zu entsprechen, während sie immer noch den vollen Rhythmus zeigen, der ihn in den nächsten paar Jahren von Miles Davis zu etwas lauterer Elektroarbeit einlädt. Seine hellen Fills treiben die Bande durch ein dynamisches ‚Nardis‘ und mit ‚Five‘ ein mitreißendes Finale, mit einem spielerischen Sinn für Spaß.“
Während Gomez zugibt, ein wenig unzufrieden mit seinem Basston und seinem Intro zu Embraceable You zu sein, swinge die Wiedergabe hier wunderschön. Gomez war zu dieser Zeit fast zwei Jahre lang ein Faktor in dieser Phase von Evans’ rhythmischer Ausrichtung auf die Entwicklung seiner späteren Karriere gewesen, und die komfortable Beziehung des Paares ist ein hervorragendes Beispiel dafür, warum sie beinahe ein Jahrzehnt lang produktive Partner blieben, meint der Autor. Es sei hingegen sehr enttäuschend, dass es keine ähnlich hochwertigen Bänder gäbe, aber sei ist nicht weniger erfreulich zu hören, dass diese spezielle Gruppe von Beginn ihrer kurzen gemeinsamen Zeit an vor Frische und Inspiration berste. „Sollte sich herausstellen, dass Another Time das letzte ist, was wir von ihnen hören, wird es immer noch als ein weiteres Highlight des Evans-Katalogs glänzen, das Sie nicht verpassen sollten“, so das Fazit des Autors.
2018 wurde das Album für die JJA Awards der Jazz Journalists Association in der Kategorie Wiederveröffentlichung des Jahres nominiert, unter lag aber Les Liaisons Dangereuses 1960 von Thelonious Monk. Beim Jazz Critics Poll des National Public Radio errang das Album in der Kategorie Rara Avis 2017 den zweiten Platz.